# سردار (الحرس الثوري الإيراني)

شارات السردار (المستخدمة على الياقة)

سردار (بالفارسية: سردار)، يعادل تقريباً "الجنرال"، هو لقب الشرف المستخدم للضباط من الرتب العالية، أي رتبة العميد الثاني فما فوق، في الحرس الثوري الإيراني وقوة إنفاذ القانون في الجمهورية الإسلامية الإيرانية (الشرطة) الذين خدموا سابقاً في الجيش السابق أو لجان الثورة الإسلامية وكذلك قادة جهاد البناء المنحل. غالباً ما يكون السردار خريجين من جامعة القيادة والأركان.
هذا اللقب يعادل "أمير" أو "تيمسار" في الجيش الإسلامي لجمهورية إيران.
الرتب التي تُدخل في اللقب تشمل:
| الرتبة | سارتيب ثاني باسدار | سارتيب باسدار | سارلاشجار باسدار | سيبابود باسدار | أرتيشبود باسدار |
| الشارة |                    |               |                  |                |                 |